# ダライアス外伝
『ダライアス外伝』（ダライアスがいでん）は、日本のタイトーから発売され1994年9月19日に稼働開始されたアーケード用横スクロールシューティングゲーム。
同社による『ダライアスシリーズ』のアーケード作品第3作目。自機であるシルバーホークを操作し、ベルサーを撃退して敵司令部と化した惑星ダライアスを奪還する事が目的。本作では前2作とは違い1画面構成となったが、ラスタースクロールや半透明処理などを使った様々な演出効果を取り入れている。
開発はタイトー東京開発課が行い、前作『ダライアスII』（1989年）に引き続きプロデューサーは藤原英裕、音楽は小倉久佳が担当している他、新たに効果音担当として『メタルブラック』（1991年）を手掛けた石川勝久が参加している。
1995年にセガサターン、1996年にPlayStation 、2004年にWindowsに移植された。アーケード版はPlayStation 2用ソフト『タイトーメモリーズ 上巻』（2006年）やNintendo Switch用ソフト『ダライアス コズミックコレクション』（2019年）に収録された。
アーケード版はゲーム誌『ゲーメスト』の企画「第8回ゲーメスト大賞」において大賞7位、ベストシューティング賞3位を獲得した他、ゲーメストムック『ザ・ベストゲーム2』においてアーケードゲーム全作品からの読者人気投票で第4位を獲得した。セガサターン版はゲーム誌『ファミコン通信』の「クロスレビュー」にてゴールド殿堂を獲得した。

## ゲーム内容

### システム
8方向レバー、2ボタン（空中ショット&ボム、ボンバー）で1Pはケイスが乗る赤いシルバーホーク、2Pはアンナが乗る青いシルバーホークを操作しながら敵を倒していく。全28ゾーンあり、ゾーンAから分岐する全7ステージをクリアするとエンディング。基本装備ではないが3ボタン目にシンクロ連射30発/sショットを増設する設置店が多かった。
ゾーンのバラエティと難度はメリハリがつけられており、不規則ではあるが特にグレートシングを目指す最上ルート(A-B-D-G-K-P-Z')のG以降が最難ルートとされる。今作からアームに耐久力の上限がかかるようになったため、前作までよりも被弾許容数は減少している。
当時ゲーメストの「ハイスコア」というコーナーで集計されていたスコアランキングに、発売直後は本作もスコア対象として登録されていたが、無敵バグの発覚によりスコア集計対象から除外されるアクシデントがあった。

### 新要素
ボンバー（ブラックホールボンバー）の採用
発動した瞬間に画面中央にブラックホールが出現し、画面上の敵弾やザコ敵（一部の敵は引きずられる）を全て吸い込んだ後に雷光を放出して爆発、その間の数秒間は自機が完全無敵（ただし地形には無敵ではない）となる武器が使用可能。横スクロールシューティングゲームに於ける純粋な意味でのボンバーはダライアスシリーズで唯一この作品にしかない。
これにより、緊急回避時やボス戦などで重なってショットを打ち込む際に重宝する。
自機出現時には3個所持しており、紫色のアイテムを回収することにより補充される。
全面クリア時に残弾数に応じてボーナス得点（1個あたり30万点）が加算される。
キャプチャーボール
特定の中ボスに付いている丸い玉の部分を規定回数攻撃すると、中ボスの動きが止まりその玉が外れる。それを回収すると一定時間そのキャラがこちらの援護攻撃をするようになる。また、一部中ボスは対戦格闘ゲームのようなコマンド入力で特殊な攻撃をさせることができる。こちらも仲間にした回数に応じて全面クリア時にボーナス（1機あたり20万点）が加算される。
なお、キャプチャーした中ボスの攻撃で敵を倒した場合はスコアが入らないばかりか、編隊の最後の敵を倒した際に得られるボーナスも獲得できない。このため、ハイスコアを意識する場合は、仲間にした後に画面外に追いやるなど中ボスに攻撃をさせないプレイをする必要がある。

### パワーアップ
従来のダライアスシリーズと同じく赤・緑・青に色分けされたアイテムを取ることでパワーアップする。アイテムの形状はダライアスIIと同じ勲章型になっている。「II」にあったレーザーアイテムが無くなり従来の三種類のみとなった。赤（空中ショット）は一つ取るごとに、緑（ボム）と青（アーム）は一定数取ることでパワーアップする。
空中ショットは赤ウェーブになると敵を追尾攻撃するオプションがつき、ボムはノーマルボム（前方下のみに投下）からツインボム（前方上下に発射）、マルチボム（前後方上下に発射）、さらにホーミングボム（敵を追尾する）となる。
空中ショットは最終段階の「赤ウェーブ+小ウェーブ×2」よりも、その一つ手前の「赤ウェーブ+ミサイル（通称「白弾」）×2」の方が格段に攻撃力（ダメージ効率）が高い（貫通弾であるウェーブに対し実弾の白弾に2倍の威力設定がされている為）。最終ボス戦において難易度に大きな差が出てくるため（連射装置がある場合はさらに顕著となる）、終盤は赤勲章を取らずに進行することが推奨される。しかし勲章は円軌道を描いて移動する上にスクロールスピードが遅いため非常に避けづらく、熟練プレイヤーからは「ダラ外最強の敵は赤勲章」と揶揄されることがある。
このほか、アイテムとして金勲章、銀勲章、1UPが出現する。金勲章は取得した時点の雑魚敵と敵弾を消去、銀勲章はボーナス獲得（50点 - 51,200点の11段階からランダム）、1UPは残機が1機増える。いずれも、地形のどこかに隠されており、一定数のショット又はボムを撃ち込むことで出現する。

### 中ボス
ステージの途中に出てくる中ボスは普通に倒すだけでは20000点しか入らないが、中ボスの頭に付いているキャプチャーボールを攻撃し、それがボスから外れると10000点、そして取ると30000点が入り、中ボスを一定時間仲間にできる。
最終ゾーンクリア時には中ボスを仲間にした回数でキャプチャーボーナスが入るものの、高次面になるほどボールの耐久力が上がって、獲得が難しくなる。
中ボスは仲間にする前もコマンド入力が可能だが、キャプチャーが困難である。4面の中ボス（ボスでもある）のプリックリィアングラーはボールがないので、キャプチャーが不可能。

### エキストラバージョン
ロケテストバージョンを元にしたものだと言われているが、実際はタイトー非公式である。そのため流通量はごく少ない。
アイテムの調整が全く行われていないため、ルートによっては1UPが通常より多く出現する、キャプチャ可能な中ボスが大量に出現する、一部ステージの背景が表示されない(当たり判定は通常通り存在する)、BGMが鳴らない等の現象が発生する。
追加要素として、ウェーブが1段階追加されている。最終段階は画面1/3に及ぶ大きなウェーブとなる。また、ボムの最大所持可能数が増加している。

1P側でプレイすると、通常版の全28ステージをシャッフルしたものをゾーン分岐ありでプレイする。(全7ステージ)
1～6ステージ目までは通常版の1～6ステージで選択可能なステージがシャッフルされており、7ステージ目は通常版で7ステージ目だったもののみでシャッフルが構成されている。
エンディングは通常版の各ステージに割り当てられたものが流れるため、ゲーム内容とエンディングがそぐわないものになってしまう。
2P側でプレイするとA～V'までの全28ゾーンを通しでプレイするモードになる。ゾーン選択はできず自動でアルファベット順にステージが進行する。通常版や1P側では最大7ステージで終了のため非常に長丁場のモードとなり、全ゾーンプレイした場合プレイ時間が3時間を超える。このモードでのみ、ショット装備の色が通常版と異なる。

1Pモード、2PモードどちらもAボタンに連射が割り当てられており、通常の連射なしショットは存在しない。
また、Cボタンにポーズ機能が割り当てられており、とある操作を行うことでデバッグメニューが出現してしまう。
このメニューでは当たり判定の可視化、連射の速度調整から、ゲームのランクの調整、無敵化までできてしまうためアーケードのロケーションで稼働させる場合にはCボタンの配線を切っておく必要がある。
「わっしょい！ 闘会議Edition@闘会議2015」での公開プレイ機種に採用され、通しプレイが生放送されている。

## 設定

### ストーリー
ベルサーにより死の星と化したダライアスを脱出した人々が辿りついた惑星のひとつ、ヴァディス。新天地で平穏を取り戻したものの、人々の望郷の念は耐え難く、やがてダライアスへの帰還を決意することとなる。だが、帰還の準備が着々と進む中、恐れていたベルサーの攻撃が始まり、迎撃にあたったシルバーホーク部隊は次々と撃墜されていく。部隊の生き残り、ケイス・アーディンとアンナ・シュタイナーは、今や敵司令部と化した数百光年先のダライアスへの急襲を試みる。
ダライアスシリーズ全体のストーリーボードにおける時系列的な位置づけとしては、『ダライアス』（1987年）と『ダライアスII』（1989年）の間、ダライアス暦1642年の出来事となっている。

### ステージ構成
ゾーン名、ボス和名は、 青柳昌行・猿渡雅史編著、『DARIUS ODYSSEY 公式設定資料集』に準拠。
| ステージ           | 面数 | ゾーン名           | 中ボス                                        | BGM                  | ボスBGM              | ボス                                                                                | ボスモチーフ       |
| ------------------ | ---- | ------------------ | --------------------------------------------- | -------------------- | -------------------- | ----------------------------------------------------------------------------------- | ------------------ |
| 惑星ヴァディス     | 1    | A （都市）         | デメニギス                                    | VISIONNERZ〜幻視人〜 | VISIONNERZ〜幻視人〜 | GOLDEN OGRE （ゴールデンオーガ） (金色の食人鬼-金色の喰人鬼)                        | オニキンメ         |
| 惑星ヴァディス     | 2    | B （平地）         | ナメクジウオ                                  | VISIONNERZ〜幻視人〜 | Burst Out            | ANCIENT DOZER （アンシェントドーザー） (太古より眠りしもの-古代ブルドーザー)        | カブトガニ         |
| 惑星ヴァディス     | 2    | C （水中）         | ナメクジウオ                                  | VISIONNERZ〜幻視人〜 | Tranquilizers        | ☆KING FOSSIL （キングフォスル） (化石の王)                                          | シーラカンス       |
| 衛星コントラリィー | 3    | D （小惑星帯）     | カブトウオ                                    | E･E･G                | FAKE                 | FOLDING FAN （フォールディングファン） (風なす扇-扇子)                              | オウギベンテンウオ |
| 衛星コントラリィー | 3    | F （衛星上）       | カブトウオ                                    | FAKE                 | AXON                 | FOLDING FAN （フォールディングファン） (風なす扇-扇子)                              | オウギベンテンウオ |
| 衛星コントラリィー | 3    | E （コロニー）     | カブトウオ                                    | E･E･G                | FAKE                 | ☆ELECTRIC FAN （エレクトリックファン） (扇風機)                                     | イソギンチャク     |
| ワープゾーン       | 4    | G                  | プリックリィアングラー （アンコウ）           | Tranquilizers        | Singing in the BRAIN | PRICKLY ANGLER （プリックリィアングラー） (刺々しい釣人)                            | アンコウ(幼生)     |
| ワープゾーン       | 4    | I                  | プリックリィアングラー （アンコウ）           | Tranquilizers        | Singing in the BRAIN | PRICKLY ANGLER （プリックリィアングラー） (刺々しい釣人)                            | アンコウ(幼生)     |
| ワープゾーン       | 4    | H                  | プリックリィアングラー （アンコウ）           | Burst Out            | 投影                 | NEON LIGHT ILLUSION （ネオンライトイリュージョン） (ネオンの幻影)                   | コウイカ           |
| ワープゾーン       | 4    | J                  | プリックリィアングラー （アンコウ）           | Singing in the BRAIN | 投影                 | NEON LIGHT ILLUSION （ネオンライトイリュージョン） (ネオンの幻影)                   | コウイカ           |
| 衛星ヴェザー       | 5    | K （コロニー）     | バルディビアホシエソ （バルディビアホシエソ） | 投影                 | FAKE                 | ☆FATTY GLUTTON （ファッティグラトン） (貪食家-デブの大食い)                         | ピラニア           |
| 衛星ヴェザー       | 5    | O （コロニー）     | バルディビアホシエソ （バルディビアホシエソ） | 投影                 | FAKE                 | ☆FATTY GLUTTON （ファッティグラトン） (貪食家-デブの大食い)                         | ピラニア           |
| 衛星ヴェザー       | 5    | L （衛星上）       | バルディビアホシエソ （バルディビアホシエソ） | FAKE                 | Burst Out            | DOUBLE DEALER （ダブルディーラー） (表裏もつもの-裏表のあるやつ)                    | ヒラメ/カレイ      |
| 衛星ヴェザー       | 5    | N （小惑星帯）     | バルディビアホシエソ （バルディビアホシエソ） | E･E･G                | Burst Out            | DOUBLE DEALER （ダブルディーラー） (表裏もつもの-裏表のあるやつ)                    | ヒラメ/カレイ      |
| 衛星ヴェザー       | 5    | M （火山惑星）     | （不在）                                      | （無音）             | 投影                 | TITANIC LANCE （タイタニックランス） (巨大な騎兵槍-タイタンの槍)                    | ベレムナイト       |
| 惑星ダライアス     | 6    | P （海上）         | コブダイ                                      | Refrain              | E･E･G                | CRUSTY HAMMER （クラスティハンマー） (甲殻の槌)                                     | シャコ             |
| 惑星ダライアス     | 6    | R （荒野）         | コブダイ                                      | Refrain              | Burst Out            | CRUSTY HAMMER （クラスティハンマー） (甲殻の槌)                                     | シャコ             |
| 惑星ダライアス     | 6    | T （メカ廃墟）     | コブダイ                                      | Refrain              | Burst Out            | CRUSTY HAMMER （クラスティハンマー） (甲殻の槌)                                     | シャコ             |
| 惑星ダライアス     | 6    | Q （氷の森）       | コブダイ                                      | Refrain              | 投影                 | DEADLY CRESCENT （デッドリークレッセント） (死の三日月)                             | カガミダイ         |
| 惑星ダライアス     | 6    | S （砂漠）         | コブダイ                                      | Refrain              | 投影                 | DEADLY CRESCENT （デッドリークレッセント） (死の三日月)                             | カガミダイ         |
| 惑星ダライアス     | 6    | U （海上）         | コブダイ                                      | Refrain              | 投影                 | DEADLY CRESCENT （デッドリークレッセント） (死の三日月)                             | カガミダイ         |
| 惑星ダライアス     | 7    | Z' （メカ洞窟）    | コウモリダコ                                  | SELF                 | SELF                 | ☆GREAT THING （グレートシング） (巨大なるもの-でかぶつ)                             | マッコウクジラ     |
| 惑星ダライアス     | 7    | V （海底）         | コウモリダコ                                  | SELF                 | SELF                 | RISK STORAGE （リスクストレージ） (災厄貯蔵庫-危険貯蔵庫)                           | フウセンウナギ     |
| 惑星ダライアス     | 7    | W （洞窟）         | コウモリダコ                                  | SELF                 | SELF                 | ☆VERMILION CORONATUS （バーミリオンコロナタス） (朱の冠)                            | タツノオトシゴ     |
| 惑星ダライアス     | 7    | X （巨大要塞）     | （不在）                                      | SELF                 | SELF                 | HYSTERIC EMPRESS （ヒステリックエンプレス） (癇癪の女王-ヒステリーな女帝)           | タカアシガニ       |
| 惑星ダライアス     | 7    | Y （熱帯林）       | コウモリダコ                                  | SELF                 | SELF                 | ODIOUS TRIDENT （オーディアストライデント） (憎らしい三叉戟-オーディンの鉾)         | マンボウ           |
| 惑星ダライアス     | 7    | Z （マントル対流） | コウモリダコ                                  | SELF                 | SELF                 | CURIOUS CHANDELIER （キュリアスシャンデリア） (奇異なる蝋燭立て-奇妙なシャンデリア) | エビクラゲ         |
| 惑星ダライアス     | 7    | V' （嵐の空）      | コウモリダコ                                  | SELF                 | SELF                 | STORM CAUSER （ストームコーザー） (嵐を呼ぶもの)                                    | オニキンメ         |

詳細はベルサーを参照

## 他機種版
| No. | タイトル                                   | 発売日                                    | 対応機種                   | 開発元                 | 発売元                                                            | メディア                  | 型式                       | 備考                                                           | 出典              |
| --- | ------------------------------------------ | ----------------------------------------- | -------------------------- | ---------------------- | ----------------------------------------------------------------- | ------------------------- | -------------------------- | -------------------------------------------------------------- | ----------------- |
| 1   | ダライアス外伝                             | 1995年12月15日 1996年                     | セガサターン               | タイトー               | タイトー アクレイム・エンタテインメント                           | CD-ROM                    | T-1102G T-8123H T-8123H-50 |                                                                |                   |
| 2   | ダライアス外伝                             | 1996年12月20日                            | PlayStation                | ネクサスインターラクト | ベック                                                            | CD-ROM                    | SLPS-00574                 |                                                                |                   |
| 3   | PCゲームBestシリーズ Vol.17 ダライアス外伝 | 1998年 1999年11月19日 1999年              | Windows                    | サイバーフロント       | Conspiracy Entertainment サイバーフロント Interplay Entertainment | CD-ROM                    | TOP-046                    |                                                                |                   |
| 4   | 遊遊 ダライアス外伝                        | 2004年3月5日                              | Windows                    | サイバーフロント       | メディアカイト                                                    | CD-ROM                    | MKY-056                    | Windows 95/Windows 98/98SE/Me対応                              |                   |
| 5   | タイトーメモリーズ 上巻                    | 2005年7月28日                             | PlayStation 2              | タイトー               | タイトー                                                          | DVD-ROM                   | SLPM-66057 (TCPS-10115)    |                                                                |                   |
| 6   | Taito Legends 2                            | 2006年3月30日 2006年3月31日 2007年5月16日 | PlayStation 2 Xbox Windows | タイトー               | タイトー                                                          | DVD-ROM                   | PS2: SLES-53852 SLUS-21349 |                                                                |                   |
| 7   | タイトーメモリーズ 上巻 TAITO BEST         | 2006年7月6日                              | PlayStation 2              | タイトー               | タイトー                                                          | DVD-ROM                   | SLPM-66402                 | 廉価版                                                         |                   |
| 8   | タイトーメモリーズ 上巻 エターナルヒッツ   | 2007年6月28日                             | PlayStation 2              | タイトー               | タイトー                                                          | DVD-ROM                   | SLPM-66775                 | 再廉価版                                                       |                   |
| 9   | ダライアス外伝                             | 2019年2月28日                             | Nintendo Switch            | エムツー               | タイトー                                                          | ゲームカード ダウンロード | -                          | 『ダライアス コズミックコレクション』に収録 アーケード版の移植 | [ 4 ] [ 5 ] [ 6 ] |
| 9   | ダライアス外伝                             | 2020年3月5日                              | PlayStation 4              | エムツー               | タイトー                                                          | ダウンロード              | -                          | 『ダライアス コズミックコレクション』に収録 アーケード版の移植 | [ 7 ] [ 8 ] [ 9 ] |
| 9   | ダライアス外伝                             | INT TBA                                   | Steam                      | エムツー               | タイトー                                                          | ダウンロード              | -                          | 『ダライアス コズミックコレクション』に収録 アーケード版の移植 | [ 10 ]            |
| 10  | ダライアス外伝                             | 2022年3月2日                              | イーグレットツー ミニ      | 瑞起                   | タイトー                                                          | プリインストール          | -                          | -                                                              | [ 11 ]            |

セガサターン版
ボス戦を中心に所々に処理落ちがあるが、アーケード版をほぼ忠実に移植している。裏技でシンクロ連射ショットが使用可能で、他機種と比べ連射装置増設の手間がかからない。
プレイステーション版
開始直後から処理落ちが目立つ。またボスの爆発エフェクトのパターン絵省略やステージクリア時のBGMの短縮など、サターン版などに劣る面がある。
プレイステーション2（タイトーメモリーズ）版
PS1版に比べるとハードスペックの向上に伴い、読み込み時のBGM停止の改善やカットされていた演出の復活など移植度は多少上がったが、新たな問題として操作遅延が発生。初期版はほとんどゲームにならない（廉価版でやや改善）。
Nintendo Switch版
歴代ダライアス作品を多数収録したオムニバスソフト『ダライアス コズミックコレクション』の1作。日本ではPS2版以来、約12年ぶりの移植となった。
大多数の家庭用テレビがワイド画面（16:9）比率となった時代に発売されることから、ゲーム画面はオリジナル画角（4:3スタンダードサイズ）そのままに、両サイドに「ガジェット」と呼ばれるプレイに便利な要素を表示するサブ画面を表示出来るなどのオプションを実装予定。

## 演出、音楽
作曲は前2作と同じく小倉久佳が担当。この作品の楽曲は共通して「幻視」をモチーフとしており、これについてはサウンドトラックのライナーノーツでユング心理学的な解説が作曲者自身からされている。
6面開始時の惑星ダライアスへの大気圏突入シーンを、新声社発行のゲーメスト 究極攻略ムック vol.6 ダライアス外伝では「シューティング史上に残る演出」と評している。
最終面のBGMは全て同一曲が使用され、曲の開始をステージの長さに合わせて遅らせており、どのステージでもボスが登場すると同時に同じパートが流れるようになっている。
元々開発初期版では、ゾーンA（1面）は荒廃したかつての都市を舞台にし、それが『メタルブラック』（1991年）の1面のコンセプトに類似するために、完成版では変更となった。なお、ゲーメストムックの開発者インタビューによると、熾烈な攻撃ゆえに今作を代表するボスの一つとなった「CRUSTY HAMMER」は、完成版の「GOLDEN OGRE」の代わりにゾーンAのボスを務め、ビルを突き破って登場する演出が企画されていた。

## スタッフ
- プロデューサー：藤原英裕
- ゲーム・デザイン：加藤久和、倉林晶、菊池正美、長山裕、大村直人、原田秀孝、土居林太郎、金岡勝美、小倉久佳、石川勝久
- アート・ディレクター：KAT（加藤久和）、菊池正美、BAW-BAW（松村謙太郎）
- プログラマー：KURABAR（倉林晶）、長山裕、大村直人、原田秀孝
- ハードウェア・エンジニア：金岡勝美
- デコレーター：土居林太郎
- サウンド・ディレクター：OGR (ZUNTATA)、石川勝久 (ZUNTATA)

## 評価
| 機種 | キャラクタ | 音楽 | お買得度 | 操作性 | 熱中度 | オリジナリティ | 総合 |
| SS版 | 4.0        | 4.2  | 4.0      | 4.2    | 4.2    | 3.6            | 24.2 |
| PS版 | 3.3        | 3.5  | 3.0      | 3.4    | 3.2    | 2.8            | 19.1 |

アーケード版はゲーム誌『ゲーメスト』の企画「第8回ゲーメスト大賞」（1994年）において、読者投票により大賞7位を獲得した他、ベストシューティング賞では『極上パロディウス』『レイフォース』に次ぐ3位、ベスト演出賞で7位、ベストグラフィック賞で2位、ベストVGM賞で4位、編集部特別賞を受賞している。また、ゲーメストムック『ザ・ベストゲーム2』（1998年）ではそれまでの全アーケードゲーム作品を対象とした読者投票にて第4位を獲得した。
アーケード版の評価として、『ザ・ベストゲーム2』別項では『名作・秀作・天才的タイトル』と認定された「ザ・ベストゲーム」に選定され、ライターのC・LANは本作がシリーズ初の1画面筐体であった事に触れた上で、「ダライアスの迫力が損なわれたわけではなく、むしろ完成度は飛躍的に上がっている」と述べ、敵のアルゴリズムやゲームシステムが練り込まれているとした上で「アイデアというものは決して尽きない、ということを再認識させてくれた」と称賛した。またシリーズを通して自機のパワーアップ方式や魚介類をモチーフとした世界観など一貫性を保ちつつも新鮮さが損なわれていないと評した他、シリーズ中では地味な印象を受ける面もあるがプレイ時の安心感や納得感があるとした上で「目に見えにくい部分が非常に優れており、紛れもなく一級品の風格を備えたゲームであると言える」と絶賛した。
移植版の評価として、ゲーム誌『ファミコン通信』の「クロスレビュー」においてセガサターン版が6・9・9・9の合計33点（満40点）でゴールド殿堂を獲得して高評価を得たのに対して、PlayStation版が合計25点（満40点）と標準的な評価となった。
徳間書店のゲーム誌における読者投票による「ゲーム通信簿」での評価は右記の通り、セガサターン版は『SATURN FAN』において合計24.2点（満30点）と高評価であったのに対し、PlayStation版は『PlayStation Magazine』において合計19.1点（満30点）と標準的な評価となり、徳間書店発行のゲーム誌『超絶 大技林 '98年春版』（1998年）において「業務用に比べて全体的な処理が遅くなってしまった点が非常に残念」と否定的に評価された。
セガサターン版に関して『ファミ通』のレビュアーからは移植度の高さを称賛する意見が多数挙げられ、羽田隆之は音楽や敵に対するパターンなどが忠実に移植されていると述べた他、過去作よりもグラフィックが強化されている点を肯定的に評価、ゲーム小杉はアーケード版と遜色ない事を評価した他、シューティングゲームらしいメカニックな部分と音楽が「不協和音にならないセンスのよさ」であると称賛した。ローリング内沢は忠実な移植に対して肯定的に評価した他、シューティングゲーム人気が低迷している中で本作のような良質な作品があると嬉しいと述べた。また、読み込み時間の短さについては松本元および羽田が肯定的に評価したが、一方で松本はセガサターン版ならではの新要素が少ない事に否定的であったため6点の評価となった。